# Stipe Banović
Stipan Banović (1884. — 1961.), hrvatski folklorist, rodom iz Zaostroga. Članke je objavio u Zborniku za narodni život i običaje , Jugoslovenskome istoriskom časopisu, Viterskoj vili (Gdje se je zapravo nalazio sredovječni neretvanski grad Ostrog),  Serta Hoffilleriana, Zborniku za narodni život i običaje JAZU, Građi za povijest književnosti hrvatske, Prirodi, Hrvatskom kolu, Radovima JAZU, Zborniku za narodni život i običaje južnih Slavena . Uvršten je u zbornik Hrvatsko podrijetlo bosansko-hercegovačkih muslimana : rasprave i članci. Napisao je knjižice Hrvatstvo starih Dubrovčana i bosansko-hercegovačkih muslimana (Obzor), Kratki pregled hrvatskog idealizma i veliko srpske ideje od Vuka Karadjića do naših dana (Obzor), Matica hrvatska za Tadije Smičiklasa i u eri Franje Jelašića i Filipa Lukasa : kritički prikaz, Učitelj u gospodarstvu, kućanstvu i zdravstvu.